# 印度板块

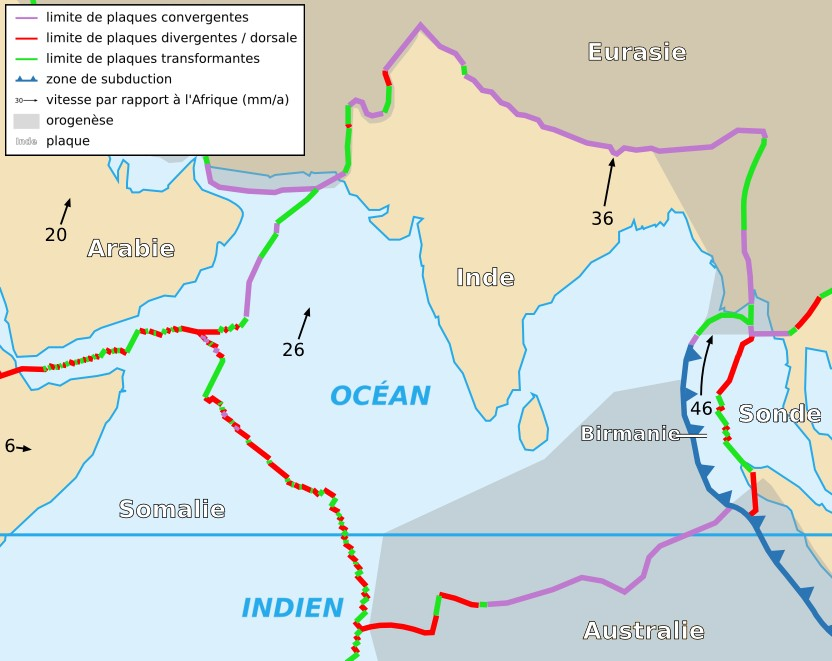
印度板块

印度板块（英語：Indian Plate）为次级的大陸板块，属于印度-澳洲板塊的一部分，包括印度次大陆和印度洋。印度板块形成于九千万年以前的白垩纪，自非洲东部的马达加斯加分离，每年向北漂移15厘米，大约在五千到五千五百万年以前的新生代的始新世时期和亚洲撞合，这一时期，印度板块移动了约2,000-3,000公里距离，比已知的任何板块移动的速度要快。
欧亚板块南缘，沿印度与尼泊尔剪切带，由沉积物挤压凸起，形成了以青藏高原和喜马拉雅山脉为中心的亚洲高山区。印度板块现在向东北每年移动5厘米，而欧亚板块每年向北移动2厘米，因此导致欧亚板块变形，而印度板块每年被压缩4毫米。

## 註解
1. ↑  . Geology.about.com. 2014-03-05  [2016-01-13]. （原始内容存档于2016-06-05）.